# Алчност
 Тази статия е за психологическото и етическо понятие.  За филма вижте Алчност (филм).  
Алчността (на гръцки: φιλαργυρία; на латински: avaritia) в психологията е прекомерно желание за придобиване или притежаване на повече, отколкото някой има нужда или заслуга.

## Теология
Алчността е много прекомерно или ненаситно желание и стремеж към пари, богатство и сила. Основно се разглежда като порок и е един от седемте смъртни гряха в католицизма.
В будизма също се употребява това понятие. Според будистите това, че страдаме, е причинено от състояния на ума като алчност и привързаност.